# LDB1
La proteína 1 de unión al dominio LIM (LDB1) es una proteína codificada en humanos por el gen ldb1.

## Interacciones
La proteína LDB1 ha demostrado ser capaz de interaccionar con:
- LMO4[4][5]
- TCF3[6]
- TAL1[6]
- CBFA2T3[6]